# César Pascual
César Pascual Fernández (Santander, 7 de octubre de 1957) es un médico y político español del Partido Popular. Actualmente es el consejero de Salud del Gobierno de Cantabria desde 2023.

## Biografía
Es licenciado en Medicina y Cirugía por la Universidad de Cantabria y posee un máster en Gestión de Servicios Sanitarios y en Dirección de Servicios Sanitarios y Gestión Empresarial.
En el mundo de la medicina, ha trabajado en diferentes puestos directivos tanto del Servicio Cántabro de Salud como del Servicio Madrileño de Salud. Destaca su labor como director gerente en el Hospital Universitario Marqués de Valdecilla de Santander entre 2011 y 2016, así como en los hospitales madrileños de Guadarrama (2004-2006), Virgen de la Torre (2006-2011) e Infanta Leonor (2007-2011).

### Trayectoria política
Fue director general de Sanidad y Bienestar Social de Cantabria entre 1999 y 2003, en la administración encabezada por José Joaquín Martínez Sieso.
En 2003 fue nombrado por el ministro del Interior, Ángel Acebes, como delegado del Gobierno para el Plan Nacional sobre Drogas, cargo que ocupó hasta 2004.
De 2015 a 2018, fue director general de Coordinación de la Asistencia Sanitaria de la Comunidad de Madrid. Entre 2019 y 2023 fue diputado del Parlamento de Cantabria y ejerció como portavoz sanitario del Partido Popular en la cámara.
En julio de 2023, con la llegada a la presidencia de María José Sáenz de Buruaga, asumió la titularidad de la Consejería de Salud del Gobierno de Cantabria.